# Eddie Allen
Eddie Allen (* 12. Juli 1957 in Milwaukee, Wisconsin) ist ein US-amerikanischer Jazztrompeter und Flügelhornist.

## Leben und Wirken
Eddie Allen, der auch unter den Bezeichnungen E.J. Allen, Eddie E.J. Allen, E.J. „Eddie“ Allen, auftritt, studierte Trompete in Milwaukee und begann seine Karriere bei Charlie Persip. Er arbeitete außerdem mit Muhal Richard Abrams, Lester Bowie, Art Blakey, Benny Carter, Chico Freeman, Dizzy Gillespie, Houston Person, Bobby Previte, Mongo Santamaría, Marty Ehrlich und Randy Weston und Onaje Allan Gumbs: Remember Their Innocence (2005). Ferner spielte er im New York Composers Orchestra (First Program In Standard Time). Unter eigenem Namen legte er bei Enja eine Reihe von Alben vor, bei denen er u. a. mit Teodross Avery, Dan Faulk und Cindy Blackman spielte. 2008 entstand mit Veteranen wie Cecil Bridgewater, Sam Burtis und Howard Johnson das Bigband Album Groove's Mood. Gegenwärtig leitet er ein Quintett, dem Bruce Williams, Misha Tsiganov, Kenny Davis und Jerome Jennings angehören. Zu hören ist er auch auf Joe Daleys Album The Seven Deadly Sins (2010).